# Galiella
Genre
Galiella est un genre de champignons de la famille des Sarcosomataceae. Le genre est largement répandu dans les régions tempérées septentrionales et son estime qu'il contient huit espèces.

## Taxonomie
Galiella a été décrit en 1957 par Richard Korf et John Axel Nannfeldt. Au début des années 1950, la mycologue française Louise Fernande Marcelle Le Gal a utilisé le nom générique Sarcosoma pour dénommer plusieurs espèces de champignons qu'elle ne pensait pas appartenir au même genre que Sarcosoma globosum, l'espèce type,. Comme Korf l'a souligné  plus tard, cette utilisation enfreint les règles de la nomenclature botanique. Korf et Nannfield ont proposé le nom de Galiella pour accueillir ces espèces et fait de G. rufa l'espèce type. Le nom générique honore Le Gal.

## Description
Galiella comprend des espèces bulgaroïdes (celles qui ont une morphologie semblable aux espèces Bulgaria) avec des spores qui forment des verrues faites de pectines à base de callose qui se colorent au bleu de méthyle.

## Liste d'espèces
- Galiella amurensis
- Galiella celebica
- Galiella coffeata
- Galiella japonica
- Galiella javanica
- Galiella oblongispora
- Galiella rufa
- Galiella sinensis
- Galiella spongiosa
- Galiella thwaitesii